# Grand Prix Wielkiej Brytanii 2022
Grand Prix Wielkiej Brytanii 2022, oficjalnie Formula 1 Lenovo British Grand Prix 2022 – dziesiąta runda Mistrzostw Świata Formuły 1 w sezonie 2022. Grand Prix odbyło się w dniach 1–3 lipca 2022 na torze Silverstone Circuit w Silverstone. Wyścig wygrał po starcie z pole position Carlos Sainz Jr. (Ferrari), a na podium kolejno stanęli Sergio Pérez (Red Bull) oraz Lewis Hamilton (Mercedes).

## Lista startowa
| Nr          | Kierowca         | Zespół                                         | Samochód                          | Silnik                      | Opony |
| ----------- | ---------------- | ---------------------------------------------- | --------------------------------- | --------------------------- | ----- |
| 1           | Max Verstappen   | Oracle Red Bull Racing                         | Red Bull RB18                     | Red Bull RBPTH001 1,6 V6T   | P     |
| 3           | Daniel Ricciardo | McLaren F1 Team                                | McLaren MCL36                     | Mercedes-AMG F1 M13 1,6 V6T | P     |
| 4           | Lando Norris     | McLaren F1 Team                                | McLaren MCL36                     | Mercedes-AMG F1 M13 1,6 V6T | P     |
| 5           | Sebastian Vettel | Aston Martin Aramco Cognizant Formula One Team | Aston Martin AMR22                | Mercedes-AMG F1 M13 1,6 V6T | P     |
| 6           | Nicholas Latifi  | Williams Racing                                | Williams FW44                     | Mercedes-AMG F1 M13 1,6 V6T | P     |
| 10          | Pierre Gasly     | Scuderia AlphaTauri                            | AlphaTauri AT03                   | Red Bull RBPTH001 1,6 V6T   | P     |
| 11          | Sergio Pérez     | Oracle Red Bull Racing                         | Red Bull RB18                     | Red Bull RBPTH001 1,6 V6T   | P     |
| 14          | Fernando Alonso  | BWT Alpine F1 Team                             | Alpine A522                       | Renault E-Tech RE22 1,6 V6T | P     |
| 16          | Charles Leclerc  | Scuderia Ferrari                               | Ferrari F1-75                     | Ferrari 066/7 1,6 V6T       | P     |
| 18          | Lance Stroll     | Aston Martin Aramco Cognizant Formula One Team | Aston Martin AMR22                | Mercedes-AMG F1 M13 1,6 V6T | P     |
| 20          | Kevin Magnussen  | Haas F1 Team                                   | Haas VF-22                        | Ferrari 066/7 1,6 V6T       | P     |
| 22          | Yūki Tsunoda     | Scuderia AlphaTauri                            | AlphaTauri AT03                   | Red Bull RBPTH001 1,6 V6T   | P     |
| 23          | Alexander Albon  | Williams Racing                                | Williams FW44                     | Mercedes-AMG F1 M13 1,6 V6T | P     |
| 24          | Zhou Guanyu      | Alfa Romeo F1 Team ORLEN                       | Alfa Romeo C42                    | Ferrari 066/7 1,6 V6T       | P     |
| 31          | Esteban Ocon     | BWT Alpine F1 Team                             | Alpine A522                       | Renault E-Tech RE22 1,6 V6T | P     |
| 44          | Lewis Hamilton   | Mercedes-AMG Petronas Formula One Team         | Mercedes-AMG F1 W13 E Performance | Mercedes-AMG F1 M13 1,6 V6T | P     |
| 47          | Mick Schumacher  | Haas F1 Team                                   | Haas VF-22                        | Ferrari 066/7 1,6 V6T       | P     |
| 55          | Carlos Sainz Jr. | Scuderia Ferrari                               | Ferrari F1-75                     | Ferrari 066/7 1,6 V6T       | P     |
| 63          | George Russell   | Mercedes-AMG Petronas Formula One Team         | Mercedes-AMG F1 W13 E Performance | Mercedes-AMG F1 M13 1,6 V6T | P     |
| 77          | Valtteri Bottas  | Alfa Romeo F1 Team ORLEN                       | Alfa Romeo C42                    | Ferrari 066/7 1,6 V6T       | P     |
| Źródło: FIA |                  |                                                |                                   |                             |       |

## Wyniki

### Zwycięzcy sesji treningowych
| Sesja       | Nr | Kierowca         | Konstruktor | Czas     | Okr. |
| ----------- | -- | ---------------- | ----------- | -------- | ---- |
| 1           | 77 | Valtteri Bottas  | Alfa Romeo  | 1:42,249 | 9    |
| 2           | 55 | Carlos Sainz Jr. | Ferrari     | 1:28,942 | 28   |
| 3           | 14 | Fernando Alonso  | Alpine      | 1:27,901 | 18   |
| Źródło: FIA |    |                  |             |          |      |

### Kwalifikacje
| P                    | Nr | Kierowca         | Konstruktor                  | Czasy w kwalifikacjach | Czasy w kwalifikacjach | Czasy w kwalifikacjach | Poz. s. |
| P                    | Nr | Kierowca         | Konstruktor                  | Q1                     | Q2                     | Q3                     | Poz. s. |
| -------------------- | -- | ---------------- | ---------------------------- | ---------------------- | ---------------------- | ---------------------- | ------- |
| 1                    | 55 | Carlos Sainz Jr. | Ferrari                      | 1:40,190               | 1:41,602               | 1:40,983               | 1       |
| 2                    | 1  | Max Verstappen   | Red Bull Racing-RBPT         | 1:39,129               | 1:40,655               | 1:41,055               | 2       |
| 3                    | 16 | Charles Leclerc  | Ferrari                      | 1:39,846               | 1:41,247               | 1:41,298               | 3       |
| 4                    | 11 | Sergio Pérez     | Red Bull Racing-RBPT         | 1:40,521               | 1:42,513               | 1:41,616               | 4       |
| 5                    | 44 | Lewis Hamilton   | Mercedes                     | 1:40,428               | 1:41,062               | 1:41,995               | 5       |
| 6                    | 4  | Lando Norris     | McLaren-Mercedes             | 1:41,515               | 1:41,821               | 1:42,084               | 6       |
| 7                    | 14 | Fernando Alonso  | Alpine-Renault               | 1:41,598               | 1:42,209               | 1:42,116               | 7       |
| 8                    | 63 | George Russell   | Mercedes                     | 1:40,028               | 1:41,725               | 1:42,161               | 8       |
| 9                    | 24 | Zhou Guanyu      | Alfa Romeo-Ferrari           | 1:40,791               | 1:42,640               | 1:42,719               | 9       |
| 10                   | 6  | Nicholas Latifi  | Williams-Mercedes            | 1:41,998               | 1:42,273               | 2:03,095               | 10      |
| 11                   | 10 | Pierre Gasly     | AlphaTauri-RBPT              | 1:41,680               | 1:43,702               |                        | 11      |
| 12                   | 77 | Valtteri Bottas  | Alfa Romeo-Ferrari           | 1:41,396               | 1:44,232               |                        | 12      |
| 13                   | 22 | Yūki Tsunoda     | AlphaTauri-RBPT              | 1:41,893               | 1:44,311               |                        | 13      |
| 14                   | 3  | Daniel Ricciardo | McLaren-Mercedes             | 1:41,933               | 1:44,355               |                        | 14      |
| 15                   | 31 | Esteban Ocon     | Alpine-Renault               | 1:41,730               | 1:45,190               |                        | 15      |
| 16                   | 23 | Alexander Albon  | Williams-Mercedes            | 1:42,078               |                        |                        | 16      |
| 17                   | 20 | Kevin Magnussen  | Haas-Ferrari                 | 1:42,159               |                        |                        | 17      |
| 18                   | 5  | Sebastian Vettel | Aston Martin Aramco-Mercedes | 1:42,666               |                        |                        | 18      |
| 19                   | 47 | Mick Schumacher  | Haas-Ferrari                 | 1:42,708               |                        |                        | 19      |
| 20                   | 18 | Lance Stroll     | Aston Martin Aramco-Mercedes | 1:43,430               |                        |                        | 20      |
| 107% czasu: 1:46,068 |    |                  |                              |                        |                        |                        |         |
| Źródło: FIA          |    |                  |                              |                        |                        |                        |         |

### Wyścig
| P           | Nr | Kierowca         | Konstruktor                  | Okr. | Czas                       | Start | +/–       | Punkty |
| ----------- | -- | ---------------- | ---------------------------- | ---- | -------------------------- | ----- | --------- | ------ |
| 1           | 55 | Carlos Sainz Jr. | Ferrari                      | 52   | 2:17:50,311                | 1     | Bez zmian | 25     |
| 2           | 11 | Sergio Pérez     | Red Bull Racing-RBPT         | 52   | +3,779                     | 4     | 2         | 18     |
| 3           | 44 | Lewis Hamilton   | Mercedes                     | 52   | +6,225                     | 5     | 2         | 15+1   |
| 4           | 16 | Charles Leclerc  | Ferrari                      | 52   | +8,546                     | 3     | 1         | 12     |
| 5           | 14 | Fernando Alonso  | Alpine-Renault               | 52   | +9,571                     | 7     | 2         | 10     |
| 6           | 4  | Lando Norris     | McLaren-Mercedes             | 52   | +11,943                    | 6     | Bez zmian | 8      |
| 7           | 1  | Max Verstappen   | Red Bull Racing-RBPT         | 52   | +18,777                    | 2     | 5         | 6      |
| 8           | 47 | Mick Schumacher  | Haas-Ferrari                 | 52   | +18,995                    | 19    | 11        | 4      |
| 9           | 5  | Sebastian Vettel | Aston Martin Aramco-Mercedes | 52   | +22,356                    | 18    | 9         | 2      |
| 10          | 20 | Kevin Magnussen  | Haas-Ferrari                 | 52   | +24,590                    | 17    | 7         | 1      |
| 11          | 18 | Lance Stroll     | Aston Martin Aramco-Mercedes | 52   | +26,147                    | 20    | 9         |        |
| 12          | 6  | Nicholas Latifi  | Williams-Mercedes            | 52   | +32,511                    | 10    | 2         |        |
| 13          | 3  | Daniel Ricciardo | McLaren-Mercedes             | 52   | +32,817                    | 14    | 1         |        |
| 14          | 22 | Yūki Tsunoda     | AlphaTauri-RBPT              | 52   | +40,910                    | 13    | 1         |        |
| NS          | 31 | Esteban Ocon     | Alpine-Renault               | 37   | NU (pompa paliwa)          | 15    |           |        |
| NS          | 10 | Pierre Gasly     | AlphaTauri-RBPT              | 26   | NU (uszkodzenia kolizyjne) | 11    |           |        |
| NS          | 77 | Valtteri Bottas  | Alfa Romeo-Ferrari           | 20   | NU (skrzynia biegów)       | 12    |           |        |
| NS          | 63 | George Russell   | Mercedes                     | 0    | NU (kolizja)               | 8     |           |        |
| NS          | 24 | Zhou Guanyu      | Alfa Romeo-Ferrari           | 0    | NU (kolizja)               | 9     |           |        |
| NS          | 23 | Alexander Albon  | Williams-Mercedes            | 0    | NU (kolizja)               | 16    |           |        |
| Źródło: FIA |    |                  |                              |      |                            |       |           |        |

Uwagi
1. ↑  Dodatkowy 1 punkt jest przyznawany kierowcy, który ustanowił najszybsze okrążenie w wyścigu, pod warunkiem, że ukończył wyścig w pierwszej 10.

### Najszybsze okrążenie
| Nr          | Kierowca       | Konstruktor | Czas     | Okr. |
| ----------- | -------------- | ----------- | -------- | ---- |
| 44          | Lewis Hamilton | Mercedes    | 1:30,510 | 52   |
| Źródło: FIA |                |             |          |      |

### Prowadzenie w wyścigu
| Nr                              | Kierowca         | Konstruktor | Okrążenia             | Suma |
| ------------------------------- | ---------------- | ----------- | --------------------- | ---- |
| 1                               | Max Verstappen   | Red Bull    | 1, 10–12              | 4    |
| 55                              | Carlos Sainz Jr. | Ferrari     | 2–9, 13–20, 39, 43–52 | 27   |
| 16                              | Charles Leclerc  | Ferrari     | 21–25, 34–38, 40–42   | 13   |
| 44                              | Lewis Hamilton   | Mercedes    | 26–33                 | 8    |
| \| Wykres \| \| ------ \| \| \| |                  |             |                       |      |
| Źródło: FIA                     |                  |             |                       |      |
| Wykres                          |                  |             |                       |      |
|                                 |                  |             |                       |      |

## Klasyfikacja po wyścigu

### Kierowcy
Źródło: FIA
| P  | +/− | Kierowca         | Starty | Punkty | P1 | P2 | P3 | PP | NO | NS |
| -- | --- | ---------------- | ------ | ------ | -- | -- | -- | -- | -- | -- |
| 1  | 0   | Max Verstappen   | 10     | 181    | 6  | –  | 1  | 2  | 2  | 1  |
| 2  | 0   | Sergio Pérez     | 10     | 147    | 1  | 5  | –  | 1  | 2  | 1  |
| 3  | 0   | Charles Leclerc  | 10     | 138    | 2  | 2  | –  | 6  | 3  | 2  |
| 4  | +1  | Carlos Sainz Jr. | 10     | 127    | 1  | 3  | 2  | 1  | 1  | 3  |
| 5  | −1  | George Russell   | 10     | 111    | –  | –  | 3  | –  | –  | 1  |
| 6  | 0   | Lewis Hamilton   | 10     | 93     | –  | –  | 3  | –  | 1  | –  |
| 7  | 0   | Lando Norris     | 10     | 58     | –  | –  | 1  | –  | 1  | 1  |
| 8  | 0   | Valtteri Bottas  | 10     | 46     | –  | –  | –  | –  | –  | 2  |
| 9  | 0   | Esteban Ocon     | 10     | 39     | –  | –  | –  | –  | –  | 1  |
| 10 | 0   | Fernando Alonso  | 10     | 28     | –  | –  | –  | –  | –  | 2  |
| 11 | 0   | Pierre Gasly     | 10     | 16     | –  | –  | –  | –  | –  | 3  |
| 12 | 0   | Kevin Magnussen  | 10     | 16     | –  | –  | –  | –  | –  | 2  |
| 13 | +1  | Sebastian Vettel | 8      | 15     | –  | –  | –  | –  | –  | 1  |
| 14 | −1  | Daniel Ricciardo | 10     | 15     | –  | –  | –  | –  | –  | 1  |
| 15 | 0   | Yūki Tsunoda     | 10     | 11     | –  | –  | –  | –  | –  | 2  |
| 16 | +2  | Zhou Guanyu      | 10     | 5      | –  | –  | –  | –  | –  | 4  |
| 17 | +2  | Mick Schumacher  | 10     | 4      | –  | –  | –  | –  | –  | 3  |
| 18 | −1  | Alexander Albon  | 10     | 3      | –  | –  | –  | –  | –  | 1  |
| 19 | −1  | Lance Stroll     | 10     | 3      | –  | –  | –  | –  | –  | –  |
| 20 | +1  | Nicholas Latifi  | 10     | 0      | –  | –  | –  | –  | –  | 1  |
| 21 | −1  | Nico Hülkenberg  | 2      | 0      | –  | –  | –  | –  | –  | –  |
| P  | +/− | Kierowca         | Starty | Punkty | P1 | P2 | P3 | PP | NO | NS |

### Konstruktorzy
Źródło: FIA
| P  | +/− | Konstruktor                  | Starty | Punkty | P1 | P2 | P3 | PP | NO | NS |
| -- | --- | ---------------------------- | ------ | ------ | -- | -- | -- | -- | -- | -- |
| 1  | 0   | Red Bull Racing-RBPT         | 20     | 328    | 7  | 5  | 1  | 3  | 4  | 2  |
| 2  | 0   | Ferrari                      | 20     | 265    | 3  | 5  | 2  | 7  | 4  | 5  |
| 3  | 0   | Mercedes                     | 20     | 204    | –  | –  | 6  | –  | 1  | 1  |
| 4  | 0   | McLaren-Mercedes             | 20     | 73     | –  | –  | 1  | –  | 1  | 2  |
| 5  | 0   | Alpine-Renault               | 20     | 67     | –  | –  | –  | –  | –  | 3  |
| 6  | 0   | Alfa Romeo Racing-Ferrari    | 20     | 51     | –  | –  | –  | –  | –  | 6  |
| 7  | 0   | Scuderia AlphaTauri-RBPT     | 20     | 27     | –  | –  | –  | –  | –  | 5  |
| 8  | +1  | Haas-Ferrari                 | 20     | 20     | –  | –  | –  | –  | –  | 5  |
| 9  | −1  | Aston Martin Aramco-Mercedes | 20     | 18     | –  | –  | –  | –  | –  | 1  |
| 10 | 0   | Williams-Mercedes            | 20     | 3      | –  | –  | –  | –  | –  | 3  |
| P  | +/− | Konstruktor                  | Starty | Punkty | P1 | P2 | P3 | PP | NO | NS |